# Il mostro della strada di campagna
Il mostro della strada di campagna (And Soon the Darkness) è un film del 1970 diretto da Robert Fuest.

## Trama
Durante una vacanza in bicicletta nella campagna francese, due giovani infermiere inglesi, Jane e Cathy, decidono di prendersi una pausa dal lavoro e di esplorare il paesaggio rurale con spirito d’avventura. Ma ciò che comincia come una tranquilla escursione estiva si trasforma gradualmente in un incubo inquietante. Nel corso del viaggio, le due amiche si imbattono più volte in un uomo solitario su uno scooter, Paul, la cui presenza finisce per insinuarsi in modo sempre più insistente nel loro percorso. Durante una sosta, Cathy decide di fermarsi per prendere il sole in una zona boschiva, mentre Jane, irritata da un disaccordo sull’itinerario, prosegue da sola. Il litigio tra le due segna l’ultima occasione in cui Jane vede l’amica.
Raggiunto un piccolo caffè isolato, Jane viene messa in guardia dalla padrona del locale, Madame Lassal, che le consiglia di non viaggiare sola in quella zona. Quando, presa dal rimorso, Jane torna indietro per cercare Cathy, trova solo la sua macchina fotografica. L’inquietudine cresce rapidamente, e il sospetto si insinua quando Paul ricompare, offrendosi di aiutarla. Jane, inizialmente riluttante, accetta un passaggio per il paese più vicino, dove scopre che tre anni prima una giovane donna era stata violentata e uccisa nei pressi della stessa zona. Jane, senza più nessuno di cui fidarsi e con la lingua come barriera, si trova a dover contare solo su se stessa per comprendere chi le stia dicendo la verità e chi voglia approfittare della sua vulnerabilità. Anche le figure apparentemente rassicuranti, come l’enigmatica insegnante e il gendarme del villaggio, diventano progressivamente ambigue, alimentando un senso costante di minaccia e paranoia.
La tensione culmina in un susseguirsi di eventi angoscianti, che portano Jane a scoprire lentamente gli indizi della sorte toccata all’amica. Ogni incontro, ogni luogo, ogni dettaglio si trasforma in un possibile tassello di un enigma sempre più oscuro in un crescendo di sospetto, paura e disorientamento, in cui l’innocenza iniziale si dissolve, lasciando il posto a una corsa disperata contro il tempo, immersa in un silenzio inquietante dove nessuno è davvero chi sembra.

## Remake
Un remake del film, And Soon the Darkness, è stato realizzato nel 2010.